# صدراعظم اتریش
صدراعظم اتریش (به آلمانی Bundeskanzler) رئیس حکومت اتریش است. در حال حاضر کارل نهمر عهده‌دار این سمت است او بعد از استعفای الکساندر شالنبرگ در تاریخ ۶ دسامبر ۲۰۲۱ توسط رئیس‌جمهور اتریش الکساندر فان در بلن صدراعظم اتریش شد . زباستیان کورتس در ۲۹ سپتامبر ۲۰۱۹ با رای مردم اتریش پیروز انتخابات پارلمانی و سپس از سوی رئیس‌جمهور الکساندر فان در بلن به این سمت منصوب شد. کورتس جوان‌ترین صدراعظم تاریخ اتریش و یکی از جوان‌ترین سیاست‌مداران جهان بود. او در نهم اکتبر ۲۰۲۱ از مقام خود کناری‌گیری کرد و این سمت را به الکساندر شالنبرگ داد. در ۱۱ اکتبر ۲۰۲۱ رئیس‌جمهور اتریش دولت شالنبرگ را به رسمیت شناخت.